# Flavio Orlandi
Flavio Orlandi (Canino, 12 aprile 1921 – Viterbo, 8 gennaio 2009) è stato un politico italiano, esponente del Partito Socialista Democratico Italiano, parlamentare nazionale ed europeo.

## Biografia
Nato a Canino, in provincia di Viterbo, partigiano nelle formazioni di Giustizia e Libertà, si distinse in numerose azioni della resistenza. Dopo essersi laureato in giurisprudenza e scienze politiche, inizio poi la sua carriera politica a fianco di Giuseppe Saragat nel Partito Socialista Democratico Italiano, dove grazie all'impegno indefesso, all'eloquio elegante e alla capacità di spiegare facilmente concetti complessi ottenne la fiducia dei marchigiani che lo elessero alla Camera dei deputati dal 1958 al 1976 (nella III, IV, V, VI Legislatura dove effettuò 137 interventi e presentò 147 proposte di legge). Fu capogruppo del gruppo parlamentare del Partito Socialista democratico italiano dal 25 maggio 1972 al 27 giugno 1972, quindi guidò il Partito Socialista Democratico Italiano, come segretario politico nazionale, dal giugno 1972 al giugno 1975, cercando di sviluppare una line politica che lasciasse a sinistra i socialisti. Dopo il suo mandato il Partito ebbe un brusco declino politico a causa degli scandali che hanno coinvolto i successivi segretati politici ed in particolare Mario Tanassi e Franco Nicolazzi. 
Orlandi fu eletto alle elezioni europee del 1979 nelle liste del PSDI. Nel Parlamento europeo, fu membro della Commissione per i bilanci e della Commissione per il controllo di bilancio. A Strasburgo aderì al gruppo parlamentare socialista.
Diresse, insieme a Gaetano Arfé, la storica testata socialista "Avanti!" dal 1966 al 1969, ovvero nel periodo dell'unione tra il PSI e il PSDI. Successivamente fu direttore dell'Umanità, l'organo Socialdemocratico.
Fu autore, proprio come Licio Gelli, Edgardo Sogno, Carmelo Spagnuolo (allora presidente di sezione in Cassazione, già procuratore generale della repubblica di Roma che in questo modo rese nota la sua appartenenza massonica, e perciò fu in seguito espulso dalla magistratura), Anna Bonomi Bolchini, Francesco Bellantonio, John McCaffery, Philip Guarino e Stefano Gullo, di uno degli affidavit (dichiarazione scritta avente valore di giuramento) con cui si cercava di influenzare i giudici statunitensi perché questi non disponessero l'estradizione di Michele Sindona dagli Stati Uniti all'Italia. Questi affidavit avrebbero voluto dimostrare che Sindona era un perseguitato politico, che l'Italia era in mano ai comunisti, e che estradare il finanziere in Italia significava esporlo al rischio di vederlo assassinato (come poi effettivamente avvenne).
È stato asserito che si trattasse di una ciambella di salvataggio che la loggia massonica "P2" cercava di lanciare a Sindona, sodale che doveva render conto – in Italia e negli Stati Uniti – di reati finanziari gravissimi, ma il nome di Orlandi non apparve mai negli elenchi di tale loggia..
Nonostante la sottoscrizione degli affidavit non risultò mai iscritto negli elenchi della massoneria o della P2.
Fu Consigliere del CNEL nella VI legislatura tra il 26 gennaio 1977 e il 13 giugno 1989. Negli anni '80 fu anche presidente dell'INAIL.
Nel 1989 aderisce a Unità e Democrazia Socialista, scissione dal PSDI che lo porta a confluire nel Partito Socialista Italiano, di cui fa parte fino allo scioglimento, nel 1994.
Muore all'età di 87 anni nel gennaio 2009.